# Ziekenhuis Salem
Ziekenhuis Salem is een voormalig ziekenhuis op christelijke grondslag in Ermelo dat tot 1987 in gebruik was. Het ziekenhuis werd in de negentiende eeuw opgericht en was het enige protestantse ziekenhuis in de regio Harderwijk en zou dat tot 1959 blijven toen Sanatorium Sonnevanck in Harderwijk het Boerhaaveziekenhuis in zijn hoofdgebouw opende. Tot 1962 had Ziekenhuis Salem een samenwerkingsverband met Ziekenhuis Bethesda te Hoogeveen.
In Harderwijk zelf stond al sinds begin negentiende eeuw het Rooms Katholieke Piusziekenhuis midden in de oude binnenstad. Pius, Boerhaave en Salem zijn per 1 januari 1976 gefuseerd tot St Jansdal Ziekenhuis. In juni 1987 betrok men de nieuwbouw in de Harderwijkse wijk Stadsweiden.
Toen het ziekenhuis uit Ermelo verdween, werd de naam Salem toegevoegd aan de nieuw opgerichte Stichting Algemeen Christelijk Astmabehandelcentrum.
Deze revalidatiekliniek ligt momenteel aan het Zorgpark Salem, dat hiernaast ook wordt omgeven door het Willem Holtrop Hospice, een gezondheidscentrum, dagopvang het Speulder en een tandartspraktijk.